# أندرو ودروف
أندرو ودروف هو لاعب كرة قدم كندية كندي، ولد في 7 مايو 1985 في فيكتوريا في كندا.

## وصلات خارجية
- أندرو ودروف على موقع JustSportsStats.com (الإنجليزية)